# Банево
Банево е квартал на град Бургас в едноименната община и област.

## География
Намира се на 1,5 км от Бургаските минерални бани, на близо 3 км от центъра на Ветрен и около 15 км от центъра на Бургас.

## История
След падането на българските земи под османско владичество, селището е преименувано на Лъджа (от турски Ълъджа – баня). От османски документ от 1502 г. е записано, че днешен Бургас е в землището на Лъджа, в Айтоската нахия. През 17 век е част от чифлика на Юсуф и в него живеят 16 християнски семейства, а през 1666 година 26 християнски семейства. След Освобождението тук се заселват предимно бежанци от Одринска Тракия. През 1934 година приема името Баня, а през 1950 г. – Банево. През февруари 2009 година е присъединено към град Бургас, заедно с Ветрен.

## Транспорт
Кварталът се обслужва от 1 автобусна линия: автобус № 3.

## Обществени институции
- В центъра на квартала се намира православен храм „Света Троица“.
- В центъра, в двора на Основно училище „Иван Вазов“ е изградено и читалището „Христо Ботев“. В него се провежда активна дейност – има група по народни танци, школа по актьорско майсторство, школа по рисуване.
- В Банево се намира най-голямата детска градина в град и община Бургас.

## Културни и природни забележителности
- Акве Калиде
- Съвсем близо до Банево (малко над него) се намира параклисът „Света Петка“ с чешма, на която се прави годишен събор. Събира се цялото село, прави се курбан за здраве на всички и се веселят до ранни зори. От там има много добър изглед към Бургас, морето и голяма част от региона. На 1 км от Банево се намират Бургаски минерални бани, известни с лековитата си вода, която извира гореща (41 °C).
- Банево е разположен в подножието на три почти идентични хълма. Обяснение за техния произход се опитва да даде една легенда. Според нея, по време на османската власт, в тази област живеели три много красиви сестри. За нещастие, те били пожелани от един турски паша. Бягайки от турската орда, която била изпратена да ги залови, трите сестри отправили молба към Бог да ги спаси от съдбата, която ги очаквала, ако бъдат настигнати, и да ги скрие. Тяхната молба била изпълнена и те били преобразени в тези три хълма. Най-вероятно тази легенда се базира на преданието за тракийското светилище на трите нимфи, от което се развива римската Акве Калиде.
- Инфлуенсъри: Кристиян Ирена Марилена и Нуша

## Футбол
През 2018 година местни момчета създават ФК „Банево“, който започва участие в „Б“ Регионална футболна група.

## Други
В „Банево“ има изградена добра инфраструктура. Автобусната линия 3 я свързва с центъра на града и другите квартали. В последните години се заселват британци и други чужденци.
През 2008 година е изградена една от най-модерните и големите частни болници в региона.